# Ray Harryhausen
Ray Harryhausen (født 29. juni 1920 i Los Angeles, død 7. maj 2013 i London) var en amerikansk, Oscar-belønnet stop-motion-animator, der har sat sit personlige præg på en række populære science fiction-, fantasy- og adventurefilm.
Som dreng så han filmen King Kong (1933) og blev inspireret af Willis O'Briens effekter. Senere arbejdede han sammen med O'Brien på de Oscar-belønnede effekter til Fantomet fra Afrika (1949).
Harryhausens film har inspireret generationer af filmskaberer, fra George Lucas til Peter Jackson, der selv har brugt Harryhausen-agtig stop-motion i deres egne film. 
Harryhausens mest indflydelsesrige film var Sinbads syvende rejse (1958), hvor man for første gang i filmhistorien så mytologiske væsner såsom drager og kykloper optræde som livagtige, tredimensionale væsner, side om side med levende skuespillere, og endda i farver. Tidligere havde man typisk brugt store, klodsede papmachedukker eller skuespillere i fantasifuld makeup, og selvom filmen i dag kan virke forældet, gjorde Harryhausens effekter et voldsomt indtryk på datidens publikum.
Den mest populære af Harryhausens film er Jason og det gyldne skind (1963), hvorfra man især husker scenen, hvor den græske sagnhelt Jason konfronterer en dødningehær af syv sværdbevæbnede skeletter.
En del moderne special effects-film har referencer til Harryhausens film, fx kan man i Tim Burtons Mars Attacks! (1996) genfinde de flyvende tallerkener fra Harryhausens Earth vs. the Flying Saucers (1956), og i Pixar-filmen Monsters Inc. (2001) figurerer en restaurant ved navn "Harryhausen's".
Ray Harryhausen var æresgæst på den danske filmfestival Animani 96.
Han har en lille cameorolle i komedien Vi er spioner (1985).

## Filmografi
- How to Bridge a Gorge (1942)
- Tulips Shall Grow (1942)
- Mother Goose Stories (1946)
- The Story of Little Red Riding Hood (1949)
- Fantomet fra Afrika (Mighty Joe Young, 1949)
- Rapunzel (1951)
- Hansel and Gretel (1951)
- The Story of King Midas (1953)
- Kæmpeøglen i New York (The Beast from 20,000 Fathoms, 1954)
- It Came from Beneath the Sea (1955)
- The Animal World (1956)
- Earth vs. the Flying Saucers (1956)
- Uhyret fra verdensrummet (20 Million Miles to Earth, 1957)
- Sinbads syvende rejse (The 7th Voyage of Sinbad, 1958)
- Gullivers eventyrlige rejser (The 3 Worlds of Gulliver, 1960)
- Den hemmelighedsfulde ø (Mysterious Island, 1961)
- Jason og det gyldne skind (Jason and the Argonauts, 1963)
- Første mand på månen (First Men in the Moon, 1964)
- Kæmpeøglernes kamp (One Million Years B.C., 1966)
- The Valley of Gwangi (1969)
- Sinbads gyldne rejse (The Golden Voyage of Sinbad, 1974)
- Sinbad og tigerens øje (Sinbad and the Eye of the Tiger, 1977)
- Titanernes kamp (Clash of the Titans, 1981)
- The Story of the Tortoise & the Hare (2003)